# 河島英五
河島 英五（かわしま えいご、1952年4月23日 - 2001年4月16日）は、日本のシンガーソングライター、俳優。大阪府東大阪市出身。大阪府立花園高等学校卒業。晩年は、大阪府四條畷市に居住した。身長182cm、血液型はB型。長女はタレントの河島あみる、次女は音楽ユニット「アナム&マキ」のメンバー・河島亜奈睦、長男は歌手の河島翔馬。

## 来歴
1969年、高校在学中にフォークソングを始める。高校卒業後「ホモ・サピエンス」というグループで活動。京都の自主レーベル・京都レコードからデビュー。支離滅裂派フォークとして、あのねのねらと活動を共にした。デビュー当時は、その風貌とボーカルスタイルから"吉田拓郎の再来"などと騒がれた。
1973年、グループ解散後ソロ活動開始。1975年4月、「河島英五とホモ・サピエンス」でメジャー・デビュー。1976年6月、「酒と泪と男と女」でソロ活動を開始する。代表曲は「酒と泪と男と女」（作詞・作曲：河島英五、編曲：宮本光雄）。この曲は19才の時、叔父の姿を見て作ったものである。萩原健一がカバーし、テレビの歌番組などで歌っていたが、同じ頃、河島の歌唱版が京都・伏見の清酒メーカー・黄桜酒造（現：黄桜）のCMソングとして使われるようになると全国的なヒットとなり、河島の名も全国的に知られるようになった。「時代おくれ」は、現在も多くの親父世代にカラオケで歌われており、志村けん、松本人志、朝青龍、山本浩二、久保竜彦らも愛唱歌としている。また、ボリビアを代表するフォルクローレグループの「ロス・カルカス」(Los Kjarkas)のオリジナル曲「Llorando se fue（ジョランド・セ・フエ：泣きながら去った、日本語題：『泣きながら』）」を無断盗用してフランスの「カオマ」(Kaoma) がダンスナンバーにアレンジした“ランバダ(Lambada)”をヒットさせる（1989年。オリコン最高位12位）以前から、『花の種がはじけるように』というタイトルでアンデスを舞台にした哀調の日本語ナンバーに仕上げてレパートリーとしていた。
1980年代、ケニアの首都ナイロビにある「グリーンバー」という酒場のジュークボックスには「酒と泪と男と女」のレコードがあり、日本人客が来ると現地の娼婦などがこの曲をよくかけていた。1987年、NHK「北陸東海」（中部7県で放送）の「英五のろまんちすと紀行」に旅人として出演し、中部7県（愛知県・岐阜県・三重県・静岡県・富山県・石川県・福井県）各地を訪れた。河島は番組のテーマソング「ろまんちすと」を1987年9月21日に発売している。「時代おくれ」で、『第42回NHK紅白歌合戦』（1991年）初出場歌手として選出された。当日は第1部の白組トリで、ピアノの弾き語りで披露した。阪神・淡路大震災の被災者を励ますために、友人の桂南光らと毎年神戸でチャリティコンサート「復興の詩」を開いていた。逝去した2001年開催のコンサートでは、河島の3人の子供たちと桂南光が、遺作『旧友再会』を観客と共に歌った。
長女・河島あみるの結婚式に参列後の2001年4月16日、肝臓疾患のため急逝。48歳没。亡くなる2日前にライブを行ったのが最後の仕事だった。告別式終了後の出棺の際、棺の上に遺影が置かれ、参列者から口々に「英五」の連呼が起こった。ヒット曲「野風増」の歌詞には息子が20歳になれば2人で酒を呑みたいという歌詞があったが、河島自身は歌詞通り息子・翔馬と杯を交わすことは叶わなかった。
命日となった4月16日は彼が好きな花の「桜」と歌詞によく使っていた「風」の文字を採り『桜風忌』と呼ばれている。

## 河島英五とホモ・サピエンス
メンバー
- 河島英五
- 新井基浩
- 木下景弘
- 河島哲

1976年9月に解散

## ディスコグラフィ

### シングル

#### ホモ・サピエンス
| 発売日                       | 規格                         | 規格品番                     | 面                           | タイトル                                                         |
| イエロー・ストーン・レコード | イエロー・ストーン・レコード | イエロー・ストーン・レコード | イエロー・ストーン・レコード | イエロー・ストーン・レコード                                     |
| ---------------------------- | ---------------------------- | ---------------------------- | ---------------------------- | ---------------------------------------------------------------- |
| 1973年                       | EP                           | YSR-3001                     | A                            | 気狂いバンドを見捨てないで（クレイジー・バンド～冷たくしないで） |
| 1973年                       | EP                           | YSR-3001                     | B                            | てんびんばかり                                                   |
| PEP MUSIC SERVICE            |                              |                              |                              |                                                                  |
| 1974年                       | EP                           | KL-2                         | A1                           | 何かいいことないかな                                             |
| 1974年                       | EP                           | KL-2                         | A2                           | 流れる雲                                                         |
| 1974年                       | EP                           | KL-2                         | B1                           | 雨ふり                                                           |
| 1974年                       | EP                           | KL-2                         | B2                           | さよなら                                                         |

#### 河島英五とホモ・サピエンス
| 発売日                                   | 規格                                     | 規格品番                                 | 面                                       | タイトル                                 |
| ワーナーパイオニア／エレクトラ・レコード | ワーナーパイオニア／エレクトラ・レコード | ワーナーパイオニア／エレクトラ・レコード | ワーナーパイオニア／エレクトラ・レコード | ワーナーパイオニア／エレクトラ・レコード |
| ---------------------------------------- | ---------------------------------------- | ---------------------------------------- | ---------------------------------------- | ---------------------------------------- |
| 1975年4月25日                            | EP                                       | L-1239E                                  | A                                        | 何かいいことないかな                     |
| 1975年4月25日                            | EP                                       | L-1239E                                  | B                                        | 涙の中に幸せを涙とともにほほえみを       |
| 1975年11月25日                           | EP                                       | L-1283E                                  | A                                        | てんびんばかり                           |
| 1975年11月25日                           | EP                                       | L-1283E                                  | B                                        | 酒と泪と男と女                           |
| 1976年10月25日                           | EP                                       | L-11E                                    | A                                        | 孤独の叫び                               |
| 1976年10月25日                           | EP                                       | L-11E                                    | B                                        | 君はどうだい                             |

#### ソロ
| 発売日                         | 規格  | 規格品番   | 面                     | タイトル                                     |
| ------------------------------ | ----- | ---------- | ---------------------- | -------------------------------------------- |
| 1976年6月25日                  | EP    | L-120E     | A                      | 酒と泪と男と女                               |
| 1976年6月25日                  | EP    | L-120E     | B                      | てんびんばかり                               |
| 1977年8月25日                  | EP    | L-161E     | A                      | 約束                                         |
| 1977年8月25日                  | EP    | L-161E     | B                      | 運命                                         |
| 1978年9月25日                  | EP    | L-242E     | A                      | 殉愛                                         |
| 1978年9月25日                  | EP    | L-242E     | B                      | 狼のひとりごと                               |
| 1979年3月25日                  | EP    | L-266E     | A                      | どんまいどんまい                             |
| 1979年3月25日                  | EP    | L-266E     | B                      | いくつかの場面                               |
| 1979年7月25日                  | EP    | L-299E     | A                      | 風になれ                                     |
| 1979年7月25日                  | EP    | L-299E     | B                      | 夕陽の摩天楼                                 |
| 1979年11月10日                 | 12"EP | L-3503E    | A                      | 酒と泪と男と女                               |
| 1979年11月10日                 | 12"EP | L-3503E    | B                      | てんびんばかり                               |
| 自主制作                       |       |            |                        |                                              |
| 1980年7月25日                  | EP    |            | A                      | 十二月の風に吹かれて                         |
| 1980年7月25日                  | EP    | B          | モサクどんの運動会     |                                              |
| 1980年                         | EP    |            | A                      | 祖父の島                                     |
| 1980年                         | EP    | B          | やさしい気もちが一番さ |                                              |
| SMS Records                    |       |            |                        |                                              |
| 1980年5月25日                  | EP    | SR06-5     | A                      | 旅のわすれもの                               |
| 1980年5月25日                  | EP    | SR06-5     | B                      | 生きてりゃいいさ                             |
| 1981年3月5日                   | EP    | SR07-7     | A                      | 竜馬のように                                 |
| 1981年3月5日                   | EP    | SR07-7     | B                      | バザール                                     |
| 1981年6月21日                  | EP    | SR07-9     | A                      | 酒と泪と男と女                               |
| 1981年6月21日                  | EP    | SR07-9     | B                      | 仁醒（一枚の絵）                             |
| 1982年1月21日                  | EP    | SR07-13    | A                      | 父親（あしたへ）                             |
| 1982年1月21日                  | EP    | SR07-13    | B                      | 何かいいことないかな                         |
| 1983年4月21日                  | EP    | SR07-14    | A                      | どんまいどんまい                             |
| 1983年4月21日                  | EP    | SR07-14    | B                      | コーナーカーブは青春の賭けさ                 |
| 1984年12月5日                  | EP    | SR07-15    | A                      | 野風増～お前が20才になったら                 |
| 1984年12月5日                  | EP    | SR07-15    | B                      | 酒と泪と男と女                               |
| CBS/SONY RECORDS               |       |            |                        |                                              |
| 1986年4月21日                  | EP    | 07SH-1761  | A                      | 時代おくれ                                   |
| 1986年4月21日                  | EP    | 07SH-1761  | B                      | 黄金時代                                     |
| 1986年8月27日                  | EP    | 07SH-1804  | A                      | 時代おくれ                                   |
| 1986年8月27日                  | EP    | 07SH-1804  | B                      | 人生                                         |
| 1987年9月21日                  | EP    | 07SH-1978  | A                      | ろまんちすと                                 |
| 1987年9月21日                  | EP    | 07SH-1978  | B                      | ながいながいお話をみじかいみじかい一言で     |
| ALTY                           |       |            |                        |                                              |
| 1987年12月16日                 | EP    | AY07-79    | A                      | 酒と泪と男と女                               |
| 1987年12月16日                 | EP    | AY07-79    | B                      | 野風増～お前が20才になったら                 |
| CBS/SONY RECORDS               |       |            |                        |                                              |
| 1988年7月1日                   | 8cmCD | 15EH-8026  | 1                      | 酒と泪と男と女                               |
| 1988年7月1日                   | 8cmCD | 15EH-8026  | 2                      | どんまいどんまい                             |
| 1988年7月1日                   | 8cmCD | 15EH-8026  | 3                      | 野風増                                       |
| 1988年7月1日                   | 8cmCD | 15EH-8026  | 4                      | 時代おくれ                                   |
| 1988年7月1日                   | 8cmCD | 15EH-8026  | 5                      | ろまんちすと                                 |
| 1988年12月21日                 | EP    | XDSH-93200 | 1                      | 生まれる前から好きやった                     |
| 1988年12月21日                 | 8cmCD | 10EH-3151  | 2                      | いのちの旅人たち                             |
| 1989年6月21日                  | EP    | XDSH-93214 | 1                      | 地団駄                                       |
| 1989年6月21日                  | 8cmCD | 10EH-3279  | 2                      | 生まれる前から好きやった                     |
| 1991年2月21日                  | 8cmCD | CSDL-3226  | 1                      | だれかが風の中で                             |
| 1991年2月21日                  | 8cmCD | CSDL-3226  | 2                      | 伝言                                         |
| Sony Records                   |       |            |                        |                                              |
| 1991年7月25日                  | 8cmCD | SRDL-3321  | 1                      | 酒と泪と男と女                               |
| 1991年7月25日                  | 8cmCD | SRDL-3321  | 2                      | いくつかの場面                               |
| 1991年7月25日                  | 8cmCD | SRDL-3322  | 1                      | てんびんばかり～世紀末バージョン             |
| 1991年7月25日                  | 8cmCD | SRDL-3322  | 2                      | てんびんばかり～世紀末バージョン（カラオケ） |
| 1991年9月21日                  | 8cmCD | SRDL-3363  | 1                      | 時代おくれ                                   |
| 1991年9月21日                  | 8cmCD | SRDL-3363  | 2                      | 自分のことをどのくらい知ってますか           |
| 1992年12月12日                 | 8cmCD | SRDL-3598  | 1                      | ほろ酔いで                                   |
| 1992年12月12日                 | 8cmCD | SRDL-3598  | 2                      | 旅的途上                                     |
| 1993年7月21日                  | 8cmCD | SRDL-3686  | 1                      | のんべ                                       |
| 1993年7月21日                  | 8cmCD | SRDL-3686  | 2                      | オオカミ                                     |
| 1993年10月1日                  | 8cmCD | SRDL-3718  | 1                      | 酒と泪と男と女                               |
| 1993年10月1日                  | 8cmCD | SRDL-3718  | 2                      | 時代おくれ                                   |
| 1993年10月1日                  | 8cmCD | SRDL-3718  | 3                      | いくつかの場面                               |
| 1995年11月1日                  | 8cmCD | SRDL-4118  | 1                      | 魔法の絵の具                                 |
| 1995年11月1日                  | 8cmCD | SRDL-4118  | 2                      | 行かないでくれ                               |
| 1996年7月1日                   | 8cmCD | SRDL-4221  | 1                      | 旅的途上                                     |
| 1996年7月1日                   | 8cmCD | SRDL-4221  | 2                      | ブーツに履きかえて                           |
| 1997年10月22日                 | 8cmCD | SRDL-4423  | 1                      | 晩秋                                         |
| 1997年10月22日                 | 8cmCD | SRDL-4423  | 2                      | 悲しい愚か者の詩                             |
| 1998年5月21日                  | 8cmCD | SRDL-4508  | 1                      | 元気だしてゆこう                             |
| 1998年5月21日                  | 8cmCD | SRDL-4508  | 2                      | いつまでも                                   |
| wea japan / WARNER MUSIC JAPAN |       |            |                        |                                              |
| 2001年6月27日                  | CD    | WPC7-10112 | 1                      | 旧友再会                                     |
| 2001年6月27日                  | CD    | WPC7-10112 | 2                      | 雨                                           |

### アルバム

#### オリジナル・アルバム
1. 人類（1975年：L-6101E）（1991/06/15：SRCL-1845再発盤）「河島英五とホモ・サピエンス」名義
曲目 - 何かいいことないかな ／ ひとりごと ／ てんびんばかり ／ バイ・バイ・バイ ／ うたたね ／ かけがえのない人 ／ 酒と泪と男と女 ／ さよなら
2. 運命（1976年：L-8084E）（1991/06/15：SRCL-1846再発盤）「河島英五とホモ・サピエンス」名義
曲目 - 展望台から ／ アンクル・ハンバーガー ／ 地球のどこかのかたすみで ／ あきらめ顔は早すぎる ／ 夕焼け空の彼方 ／ 大福餅 ／ 許しておくれ ／ 何人もの人達と ／ 100年たったら ／ 運命
3. 信望（1977年：L-10085E）（1991/06/15：SRCL-1847再発盤）
曲目 - 酒と泪と男と女 ／ 男づきあい ／  誕生日を前にして ／ 孤独の叫び ／ タンバリンをたたいておくれ ／ 約束 ／ 木枯らしの街 ／ 回送電車 ／君はどうだい ／ 人間の祖先
4. 仁醒（1978年：L-10135E）
曲目 - 出発 ／ 石仏 ／ 狼のひとりごと ／ 旅立つお前に ／ 男(男の子守唄) ／ どんまいどんまい ／ 殉愛 ／ 二月の午後  仁醒(一枚の絵)
5. 河島英五作品集（1979年：L-10146E）
曲目 - 泣きぬれてひとり旅 ／ どんまいどんまい ／ 訪ねてもいいかい ／ あまぐも ／ 生きてりゃいいさ ／ 酔い語り ／ 酒と泪と男と女 ／ 青春旅情 ／ いくつかの場面
6. ホモ・サピエンス門外不出（1980年：SR22-5002）
曲目 - 何かいいことないかな ／ 若者 ／ なるにまかせるさ ／ 青年 ／ よぼよぼじいさん ／ 酒と泪と男と女 ／ 流れる雲 ／ 店じまい ／ さよなら
7. 文明 I（1980年：SR28-5004）
曲目 - ノウダラ峠 ／ ノウダラの女 ／ デラシネ酒場 ／ バザール ／ 旅からの便り ／ 水瓶の唄 ／ ゴルゴダの丘 ／ 風の唄 ／ 今宵今夜は(マチュピチュの遺跡にて)
8. 文明 II（1980年：SR28-5005）
曲目 - 箱入り息子 ／ 二十七才 ／ 子供ならもっと、高い山に登りたがるはずさ ／ 友よ語ろう ／ 仮面をはずせ ／ 抵抗 ／ 十二月の風に吹かれて ／ エンジンを止めてくれ
9. 文明 III（1980年：SR28-5006）
曲目 - 祖父の島 ／ 風は東へ ／夕日を食べたふたり ／ ベナレスの車引き ／ 心から心へ
10. 発汗（1985年:＜制作：河島英五を熱烈に支援する会　発売：㈱音楽センター＞）「河島英五&ザ・ランニング・スウェット」名義
曲目 - 錆びたナイフ ／ ＫＡＺＥ ／ 都会 ／ 通り雨 ／ 旅愁 ／ 酔いどれ男のLet it be ／ 腐敗 ／ いつか戦争が
11. 時代おくれ（1986/04/21：32DH-396）
曲目 - 黄金時代 ／ ありったけのRHAPSODY ／ 淋しい魚 ／ 少女たちよ ／ トーキョーホームシックブルース ／ アパート ／ レイコの店で ／ 時代おくれ
12. ろまんちすと（1987/10/01:32DH-779）
曲目 - ながいながいお話をみじかいみじかい一言で ／ 湾岸ハイウェイブルース ／ 何処へ ／ 二人だけのパーティ ／ 宴のあとで ／ ろまんちすと ／ 初冬 ／ オリオン座の詩 ／ 夢見ることはあっても
13. 季節（1988/12/21:32DH-5184／1989/09/15:32DH-5317）
曲目 - 生まれる前から好きやった ／ 自分のことをどのくらい知ってますか ／ 忘れもの ／ 街のジプシー(1989年のCD版では「オリオン座の詩」に差し替え) ／ 季節 ／ 地団駄 ／ Bye Byeメランコリー  主役 ／ いのちの旅人たち
14. いくつかの場面（1991/02/21:CSCL-1632）
曲目 - アメリカを愛した女  ／ けだもののように魚のように ／ ずぶぬれのジャンパー ／ 遠い記憶 ／ だれかが風の中で ／ いくつかの場面 ／ 鞭打たれし者よ ／ 崩れた壁 ／ 生きる ／ 伝言
15. ほろ酔いで（1993/04/21:SRCL-2607）
曲目 - 酔っぱらったよ ／ 無口 ／ ほろ酔いで ／ 伝達 ／ 一徹者 ／ 欲望河 ／ のんべ ／ 酒と泪と男と女 ／ 夢の森の中で君と ／ いくつかの場面

#### ベスト・アルバム
1. EIGO SPECIAL（1979年： L-11012E）
2. トップシングル・コレクション（1983年：SR34-5018/9）2枚組
3. 河島英五の世界（1985/05/21：SR28-5020）
4. ベスト・セレクション（1986/11/21：32DH-573）
5. 1975〜1986（1987/11/01:32DH-780）
6. 「文明」ベスト&名作集（1987/12/16・BY32-44）※12.のベスト・アルバムとは曲目が異なる。
7. SCENE OF 38（1989/10/21:CSCL-1010/2）3枚組
8. 心の祭りの歌 〜阿久悠作品集〜 / 時代おくれ（1991/09/21:SRCL-2168）
9. アコースティックベストセレクション（1992/02/01:SRCL-2292）
10. 自選集（1993/10/21:SRCL-2769）
11. ボーカル&カラオケ・ベスト5（1994/09/21:SRCL-2975）
12. 「文明」ベスト&名作集（1994/11/21：APCA-3021）※6.のベスト・アルバムとは曲目が異なる。
13. 自選集II 〜カヌーにのって〜（1995/12/13:SRCL-3341）
14. 大全集Vol.1〜ホモサピエンス〜（1997/05/21：TKCA-71151）2枚組
15. 大全集Vol.2〜殉愛〜（1997/09/03：TKCA-71183）2枚組
16. 全曲集’98（1997/12/12:SRCL-4067）
17. ベスト・コレクション（1997/12/16：APCA-1066）
18. 大全集Vol.3〜心から心へ〜（1998/02/25：TKCA-71319）2枚組
19. コレクション 酒と泪と男と女（キングCD文庫）（1999/11/26：KICX-7084）
20. ベスト撰集（2000/12/21：EWCC-86015：アイネットワーク）
21. 河島英五とホモ・サピエンス ベスト撰集（2001/1/24：EWCC-86020：アイネットワーク）
22. DREAM PRICE 1000（2001/10/11:MHCL-30）
23. メモリアル（2002/04/24：WPC7-10140/1）2枚組
24. GOLDEN☆BEST 河島英五 SINGLES（2002/11/20:MHCL-187/8）
25. History 〜天夢〜（2003/04/23：WPC7-10176/81）6枚組
26. スーパーベスト（2006/01/16：ASB-1032：エーアールシー）
27. 999 Best 河島英五（2006/10/18:MHCL-897）
28. ベストセレクション&ベストライブ「生きてりゃいいさ」（2006/11/22：UICZ-4163）
29. スーパー・ベスト（2007/11/20：DQCL-1153）
30. ベスト&ベスト（2008/07/02：PBB-27：ケイエスクリエイト）
31. GOLDEN☆BEST 河島英五 ヒット全曲集（2009/04/08:MHCL-1458／2009/08/19(Blu-spec CD2):MHCL-20066）
32. セルフ・アンド・カバー（2010/05/19:MHCL-1750/1）2枚組
33. 未発表録音集（2011/05/04:MHCL-1895/6）2枚組
34. 旧友再会〜ベスト オブ 河島英五〜（2011/05/25:WPCL-10959）
35. ベスト・ヒット（2012/09/01：DQCL-2104）
36. スーパー・ヒット（2012/09/01：DQCL-6004）
37. セルフ・アンド・カバー2016 ～生きてりゃいいさ～ with 河島亜奈睦（2016/04/13：MHCL-30370/1）2枚組

#### ライブ・アルバム
1. LIVE てんびんばかり（1977年：L-8539/40E／SLR-5000/1） - ホモ・サピエンスのメンバーが参加。
2. LAST LIVE〜今日は本当にありがとう〜（2001/06/27：WPC7-10110/1）

#### あのねのねプラス1（河島英五）
- 青春旅情/泣かないで（あのねのね）（1975年）L-1260E

#### 加藤登紀子・河島英五
- 燃えろジングルベル/酔えば（加藤登紀子）（1979年9月3日）DKQ-1066
- 燃えろジングルベル/石仏（河島英五）（1979年10月25日）L-317E
- 生きてりゃいいさ（加藤登紀子・河島英五）（2006年11月6日）PROA-58（制作：ユニバーサルミュージック/発売元：株式会社ランブルフィッシュ）

### タイアップ等
| 生産番号              | 発売年 | 曲名                 | 作品 |
| L-120E                | 1976年 | 酒と泪と男と女       | 清酒「黄桜」CMソング |
| L-120E                | 1976年 | てんびんばかり       | TBS系ドラマ『3年B組金八先生』第1シリーズ第1話挿入歌 |
| L-242E                | 1978年 | 殉愛                 | NTV系ドラマ『殉愛 ひとすじの恋』主題歌 |
| L-299E                | 1979年 | 風になれ             | 東宝映画『トラブルマン 笑うと殺すゾ』主題歌 |
| L-299E                | 1979年 | 夕陽の摩天楼         | 東宝映画『トラブルマン 笑うと殺すゾ』挿入歌 |
| SR06-5                | 1980年 | 旅のわすれもの       | NHK銀河テレビ小説『御堂筋の春』主題歌 |
| SR07-7                | 1981年 | 竜馬のように         | サッポロビール「ビン生」CMソング |
| SR07-13               | 1982年 | 父親（あしたへ）     | 「週刊就職情報」CMソング |
| 07SH-1804             | 1986年 | 時代おくれ           | 白鶴「生酒」CMソング |
| 07SH-1804             | 1986年 | 人生                 | TBS系花王愛の劇場『母さん、家においでよ』主題歌 |
| 07SH-1978             | 1987年 | ろまんちすと         | 国際証券（現：三菱UFJモルガン・スタンレー証券） 企業イメージソング |
| アルバム 「季節」     | 1988年 | Bye Bye メランコリー | 味覚糖「ピアネージュ」CMソング |
| CSDL-3226             | 1990年 | だれかが風の中で     | TBS系時代劇『木枯し紋次郎』主題歌 |
| CSDL-3226             | 1990年 | 伝言                 | ANB系時代劇『戦国乱世の暴れん坊 齋藤道三 怒涛の天下取り』主題歌 |
| SRDL-3598             | 1992年 | ほろ酔いで           | 沢の鶴「本醸造辛口」CMソング |
| SRDL-3686             | 1993年 | オオカミ             | アートネイチャーCMソング |
| SRDL-4118             | 1995年 | 行かないでくれ       | TX系『徳光和夫の情報スピリッツ』エンディングテーマ |
| SRDL-4423             | 1997年 | 晩秋                 | MBS系ドラマ30『命燃えて』主題歌 沢の鶴「実楽」CMソング |
| SRDL-4508             | 1998年 | 元気だしてゆこう     | NHK時代劇『物書同心いねむり紋蔵』主題歌 |
|                       | 1999年 | のれそれ中里         | 中里城趾イメージソング |
| 非売品                |        | 海のように輝け       | 大分県南海部郡蒲江町イメージソング |
| アルバム 「旧友再会」 |        | 元気ですか           | 東北電力CMソング |
| SRDL-4221 非売品      | 1996年 | 旅的途上             | 濵田酒造/本格焼酎「隠し蔵」CMソング |
|                       |        | 生きてりゃいいさ     | 教育映画『まじめで悪いか!』（1999年）挿入歌 東映映画『ありがとう』（2006年）主題歌                                                                                            |
|                       | 1999年 | あなたに ありがとう  | 河島から作詞の子守康範（MBSラジオ『朝からてんコモリ!』パーソナリティ）へプレゼントされた未発表曲。 曲がついているのは家族も知らなかったが歌詞は偶然にも墓標に刻まれている。。 |

### 他アーティストへの提供曲
- 友よ語りき（駿河学）
- あまぐも（ちあきなおみ）
- 義弟（ちあきなおみ）
- おもかげ（ちあきなおみ）
- 仕事仲間（ちあきなおみ）
- 泪のしみあと（ちあきなおみ）
- いくつかの場面（沢田研二）1975年
- 泣きぬれてひとり旅（小柳ルミ子）1978年
- なめくじ君（間寛平）1994年
- Little Angel〜心やさしき者〜（佐藤夕美子）1998年、大阪府主催・献血キャンペーン・ソング
- あなたにありがとう（子守康範）
- 鰻谷（八代亜紀）
- さよならあんた（八代亜紀）
- 月の花まつり（八代亜紀）
- 生まれる前から好きやった（やしきたかじん）
- おっちゃんの唄（沢竜二）
- しょんなかね（沢竜二）
- お姉さま（タンポポ）
- おはよう（タンポポ）
- 白い時計台（タンポポ）
- 青春旅情（あのねのね）
- 蛸焼き人生（川中美幸）
- 黄昏（小林旭）
- 大事な人（堀内孝雄）
- 友の唄（堀内孝雄）
- 流れ星（堀内孝雄）
- 泣きぬれてひとり旅（小柳ルミ子）
- はやちね薄雪草（小柳ルミ子）
- ピンクのアオザイの裾を夜風にあそばせ（堀ちえみ）
- 二人だけのパーティ（加藤博一&竹村友里）
- CHOTBUL（チョー・ヨンピル）
- SAENG MYEONG（チョー・ヨンピル）
- LEAVE ALONE（あらい舞）

## 出演番組

### ラジオ番組
- B.V.Dモトグラフィック（朝日放送ラジオ）
- すみからすみまで愛なのね（MBSラジオ）
- すみから（MBSラジオ）

## NHK紅白歌合戦出場歴
| 年度/放送回              | 回 | 曲目       | 出演順 | 対戦相手 |
| ------------------------ | -- | ---------- | ------ | -------- |
| 1991年（平成3年）/第42回 | 初 | 時代おくれ | 10/28  | 都はるみ |

注意点
- 出演順は「出演順/出場者数」で表す。

## 俳優としての活動
- 1979年、東宝映画『トラブルマン 笑うと殺すゾ!』で、映画初主演。
- 1987年、NHK銀河テレビ小説『まんが道・青春編』で、トキワ荘グループ・新漫画党リーダーである寺田ヒロオ役を演じた[注釈 19]。
- 1991年、NHK子どもパビリオン『ちりめんじゃこの詩』に、大石役で出演した。
- 1993年、KTV阪急ドラマシリーズ『ときめき時代』第7話に、ゲスト出演した。
- 1994年、NHK連続テレビ小説『ぴあの』に、純名里沙演じるヒロインのビジネスパートナーで「ジャパニーズピザ（お好み焼き店）などを経営する実業家・安田豊彦」役で出演した。
- 1996年、NHK連続テレビ小説『ふたりっ子』に、伊原剛志演じる“マサ兄ィ”の兄貴分である「占いのできる神秘的なマスター・谷武蔵」役で出演した。
- 1999年、中学生対象の教育映画『まじめで悪いか!』に出演、中学校（新潟県長岡市立南中学校）の教師役を演じた（原作：高橋 一『梅雨明け』。「生きてりゃいいさ」が挿入歌として使われた）

他、ゲスト（友情）出演、レポーターなど多数

## その他関連人物
- あのねのね（清水國明、原田伸郎）

かつては、河島がバックバンドのメンバーで、全国ツアーの最中に河島が作詞・作曲した「青春旅情」を歌った（後に河島自身もセルフカバー）。
- あらい舞（京都のシンガーソングライター）

ライブツアーでは、バックでピアノを弾いていた。
- 桂南光（落語家）

双方の家族を含め、プライベートでの付き合いが多かった。２人でカラオケに行った際に、南光が唄った時の方が河島よりも点数が高く、何度唄い直しても南光の点数を上回れなかった為、河島が激怒したと言うエピソードがある。
- 加藤登紀子
- 河島あみる（タレント）長女
- 河島翔馬（シンガーソングライター）長男
- 沢田研二

河島が作詞・作曲した『いくつかの場面』を歌唱。沢田本人のアルバムのタイトルにもなった。後に河島も『いくつかの場面』を自身のアルバムに収録。
- 志村けん
- 笑福亭鶴瓶

ニッポン放送で放送されている「笑福亭鶴瓶 日曜日のそれ」で「酒と泪と男と女」を熱唱した。
- 高橋一（映画「まじめで悪いか!」学習研究社原作者 (兼出演)、声優）
- 寺尾常史（元大相撲力士・20代錣山親方） 「酒と泪と男と女」を自身の十八番としていた。死去後初めて迎えた本場所（2024年1月場所）の千秋楽終了後、生前師匠を務めていた錣山部屋の打ち上げ会において、元小結豊真将（19代立田川→21代錣山）・関脇阿炎をはじめとする弟子たちが師匠を偲び同曲を合唱した。
- ドリアン助川（作家、詩人、ミュージシャン）

叫ぶ詩人の会がデビュー前、河島に一緒にコンサートをやってほしいと手紙を送ったところ、河島は自分のファンを引き連れて大阪から東京までギター一本ひっさげてやって来たという逸話がある。叫ぶ詩人の会の代表曲「ぎっこんばったん」は河島の「てんびんばかり」のアンサーソングである。
- 中畑昌也（すろーらいだーず）

神戸のチャリティコンサートに出演を応募したのをきっかけに、河島が師弟同然のように目を掛けていた。
- 堀内孝雄（歌手）

生前から親友として知られる。河島が死去した2001年の『第52回NHK紅白歌合戦』に出演時、冒頭で客席にいた河島の子息から「堀内さん、ありがとう!」の大声が上がると、堀内は男泣きを堪えきれず「もう何も言うまい。さらば…英五」等と言った直後、河島の代表曲「酒と泪と男と女」を涙ながらに熱唱。歌唱後堀内は「英五、有難うー!」と絶叫した。バックのモニターには生前の河島の姿が映し出され、堀内が1番を歌い、2番は河島の歌う映像からの音声が流れた。サビの部分では堀内が河島の歌声にハモる形になり「天国との共演」とも言われていた。
- 堀ちえみ（タレント、歌手）

河島あみるの結婚式に堀がアオザイの衣装で出席したことが縁で作られた河島最後の作詞（あみるの作曲）である「ピンクのアオザイの裾を夜風にあそばせ」を歌った。
- 南井克巳（JRA元騎手・調教師 現競馬評論家）

河島のファン。南井が出演したテレビ番組（「フロンティア」）に河島は中継で出演し「時代おくれ」を歌った。
- 村田兆治（元ロッテオリオンズ投手→NHK野球解説者・福岡ダイエー投手コーチ）

河島が敬愛、作詞・作曲した『地団駄』のモデルとなった。
- やしきたかじん

河島が作詞・作曲した「生まれる前から好きやった」を歌った。河島はかつて、やしきのバックバンドでギターを担当していた。
- 角淳一（元毎日放送アナウンサー）

番組でたびたび共演。2014年5月、「水野真紀の魔法のレストラン」に出演し思い出を語った。

## 河島英五音楽賞
河島の死去から5年8カ月後の2006年12月4日、亡くなるまでの6年間を過ごした大阪府四條畷市などが河島の遺志を受け継ぎ、優秀なミュージシャンを発掘しようという『河島英五音楽賞』を創設した。友人だった桂南光、遺族の河島あみる、河島翔馬が同日、四條畷市内で会見を行った。年に一度、未発表の楽曲を日本国内外から募集し、最優秀1点（賞金50万円）、入選2点が選ばれる。2007年から、毎年5月中旬に、受賞者のお披露目を兼ねた「河島英五記念ライブ〜元気だしてゆこう〜」が行われる。

### 最優秀作品
第1回（2007年）
- 藤本記子「太陽（ひかり）」

第2回（2008年）
- 勝詩「feel（フィール）」

第3回（2009年）
- 藪下将人「がんばれ故郷」

第4回（2010年）
- たなたご「でかい感謝」

第5回（2011年）
- 鶴田淳「笑顔」

### 入選作品
第1回（2007年）
- オレンZP「ともだち」
- 抹茶坊主「口笛夜明け前の唄」

第2回（2008年）
- オレンZP「川」
- nao-shin「生義」

第3回（2009年）
- LIZ「足あと 」
- 夕☆ta（ゆた）「いにしえの月 」

第4回（2010年）
- 川原一紗「想い」

第5回（2011年）
- ISSIN「生きて」

### 記念ライブの会場
- 第1回（2007年）：大阪城公園・太陽の広場（大阪市中央区）
- 第2回（2008年）：NHK大阪ホール（大阪市中央区）
- 第3回（2009年）：なら100年会館（奈良市）
- 第4回（2010年）：大阪電気通信大学 四條畷キャンパス コナミホール（大阪府四条畷市）
- 第5回（2011年）：なら100年会館 大ホール（奈良市）、「河島英五記念ライブ 元気だしてゆこう2011 ～あれから、10年。～ 東北地方太平洋沖地震復興チャリティーコンサート」